# Lijst van beschermd erfgoed in Merbes-le-Château
Onderstaande tabel geeft een overzicht van de beschermde erfgoederen in de gemeente Merbes-le-Château. Het beschermd erfgoed maakt deel uit van het cultureel erfgoed in België.
| Object                    | Bouwjaar/architect | Deelgemeente | Adres | Coördinaten                   | Nummer?                | Afbeelding                |
| ------------------------- | ------------------ | ------------ | ----- | ----------------------------- | ---------------------- | ------------------------- |
| Kerk Saint-Martin         |                    |              |       | 50° 19' 26" NB, 4° 9' 53" OL  | 56049-CLT-0001-01 Info |                           |
| Kerk van de Sainte-Vierge |                    |              |       | 50° 21' 21" NB, 4° 10' 16" OL | 56049-CLT-0002-01 Info | Kerk van de Sainte-Vierge |